# Cortes de Coimbra de 1261

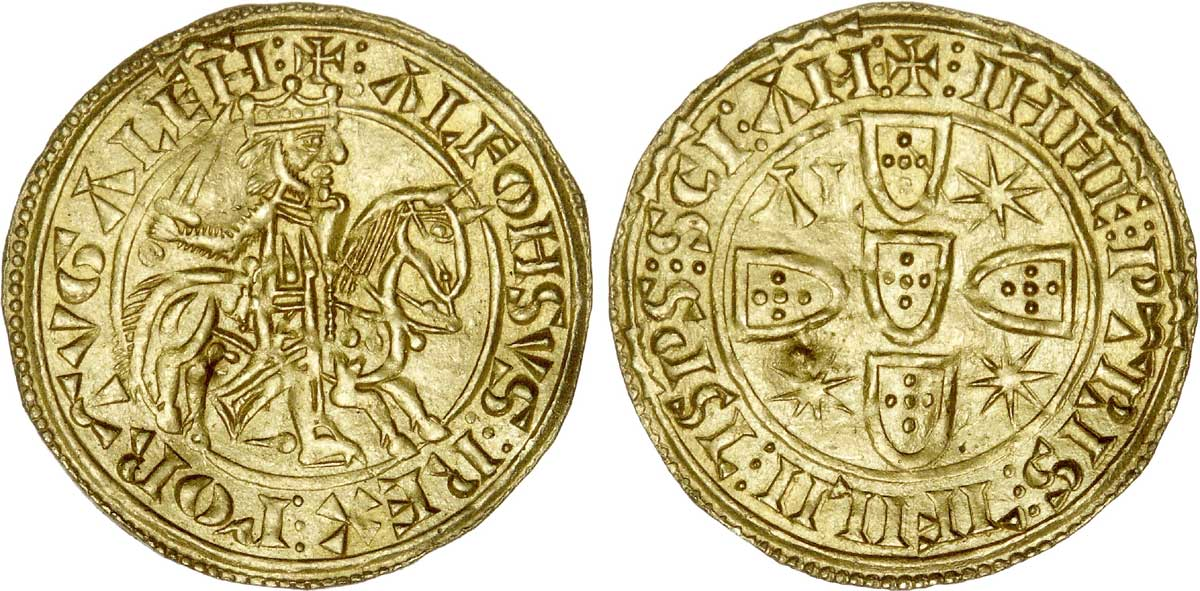
Moedas cunhadas com a efígie do Rei Afonso III de Portugal.

As Cortes de Coimbra de 1261 foram convocadas por D. Afonso III, quinto rei de Portugal e segundo filho de D. Afonso II.
Nas Cortes em Coimbra houve intensa atividade legislativa, e dedicaram-se entre outros assuntos a tratar do problema da moeda, opondo-se à sua desvalorização, obrigando o rei ao lançamento de um imposto sobre o rendimento, tendo ficando livres desse imposto bispos, chefes de Ordens Militares, cavaleiros e cónegos.
Nestas mesmas Cortes foi reconhecido o direito para que moeda fraca fosse cunhada.
Estas Cortes podem ter servido para anunciar o resultado das Inquirições recentemente feitas aos abusos das classes possidentes em relação à apropriação de direitos régios.